# Giovanni Sirovich
Giovanni Sirovich (Roma, 8 settembre 1971) è un maestro di scherma ed ex schermidore italiano, specializzato nella sciabola. Ha vinto una medaglia d'argento ai Campionati mondiali di scherma.

## Biografia
A tutto il 2011 è il commissario tecnico della Nazionale di scherma dell'Italia per l'arma della sciabola.

## Palmarès
In carriera ha ottenuto i seguenti risultati:
Mondiali
Individuale
A squadre
- Argento nella sciabola a Essen 1993

Mondiali militari
Individuale
- Bronzo nella sciabola a Berna 2002

A squadre
- Oro nella sciabola a Berna 2002

Universiadi
Individuale
- Oro nella sciabola a Buffalo 1993

A squadre
- Oro nella sciabola a Buffalo 1993

Campionati italiani
Individuale
A squadre
- Oro nella sciabola a Torino 2006
- Argento nella sciabola a Conegliano Veneto 2002

### Altri risultati
Mondiali giovani
Individuale
- Bronzo nella sciabola a Istanbul 1991

A squadre
Mondiali cadetti
Individuale
- Argento nella sciabola a Cabriès 1988
- Bronzo nella sciabola a Tel Aviv 1987

Europei cadetti
Individuale
- Oro nella sciabola a Saint-Nazaire 1987
- Bronzo nella sciabola a Udine 1988